# Mimosa dalyi
Mimosa dalyi är en ärtväxtart som beskrevs av Rupert Charles Barneby. Mimosa dalyi ingår i släktet mimosor, och familjen ärtväxter. Inga underarter finns listade i Catalogue of Life.